# James Whitfield
James Whitfield (Liverpool, 3 novembre 1770 – Baltimora, 19 ottobre 1834) è stato un religioso e arcivescovo cattolico inglese naturalizzato statunitense.

## Biografia
James Whitfield nacque il 3 novembre 1770 a Liverpool, in Inghilterra.
L'8 gennaio 1828 fu eletto arcivescovo titolare di Apollonia e il 29 gennaio dello stesso anno fu promosso alla sede arcivescovile di Baltimora.
Morì a Baltimora il 19 ottobre 1834.

## Genealogia episcopale e successione apostolica
La genealogia episcopale è:
- Cardinale Scipione Rebiba
- Cardinale Giulio Antonio Santori
- Cardinale Girolamo Bernerio, O.P.
- Arcivescovo Galeazzo Sanvitale
- Cardinale Ludovico Ludovisi
- Cardinale Luigi Caetani
- Cardinale Ulderico Carpegna
- Cardinale Paluzzo Paluzzi Altieri degli Albertoni
- Cardinale Gaspare Carpegna
- Cardinale Fabrizio Paolucci
- Cardinale Francesco Barberini
- Cardinale Annibale Albani
- Cardinale Federico Marcello Lante Montefeltro della Rovere
- Vescovo Charles Walmesley, O.S.B.
- Arcivescovo John Carroll, S.I.
- Vescovo Benoît-Joseph Flaget, P.S.S.
- Arcivescovo James Whitfield

La successione apostolica è:
- Arcivescovo John Baptist Purcell (1833)
- Arcivescovo Samuel Eccleston, P.S.S. (1834)